# 王九儀
王九儀（1551年—？），字維邦，號虞庭，陝西西安府長安縣人，民籍，明朝政治人物。

## 生平
萬曆四年（1576年）丙子科陝西鄉試第二十六名，萬曆五年（1577年）丁丑科會試第二百四十四名，登三甲第一百七十九名進士。授山东淄川县知县，有善政。十一年八月考选河南道御史，巡视皇城，弹劾中貴人不得骑马禁中。十二年二月弹劾张居正亲信江西巡抚曹大野、雲南副使朱璉。复除江西道御史，十五年巡视光禄寺，十六年二月升河南佥事，大梁兵备，十九年四月因患病致仕。

## 家族
曾祖王林；祖父王靖，曾任知縣；父王鵾，曾任貢士。母馬氏。具慶下。